# W-19
W-19 — тральщик Імперського флоту Японії, який взяв участь у Другій світовій війні.
Корабель, який належав до типу W-19, спорудили у 1941 році на верфі Ishikawajima Shipbuilding у Токіо.
Напередодні вступу Японії у Другу світову війну W-19 перейшов з метрополії до Мако (важлива база ВМФ на Пескадорських островах у південній частині Тайванської протоки). 7 грудня W-19 вийшов з Мако, маючи завдання супроводжувати загін, що повинен був висадити допоміжний десант на півночі філіппінського острова Лусон. У ніч проти 10 грудня почалась висадка у Апаррі, а за кілька годин японські кораблі були атаковані кількома американськими бомбардувальниками B-17 Flying Fortress. Їм вдалось досягнути прямого влучання у W-19, що призвело до вибуху на тральщику власних глибинних бомб. Рештки корабля в підсумку опинились на березі.